# Titãs
Die Titãs sind eine brasilianische Rockband, die in den 1980er und 1990er Jahren vor allem in Brasilien große Erfolge erzielen konnte.
In São Paulo im Jahr 1981 gegründet, versuchte sie auch in Europa und Nordamerika Fuß zu fassen, allerdings ohne Erfolg. Derzeit besteht die Band aus den Musikern Paulo Miklos, Tony Bellotto, Branco Mello, Sérgio Britto, Arnaldo Antunes, Nando Reis und Charles Gavin.

## Geschichte
Die Gründungsmitglieder lernten sich, größtenteils, auf einer Schule in São Paulo kennen. Als sie 1981 die Titãs gründeten, mussten sie zuerst durch verschiedene Nachtclubs tingeln, um sich über Wasser halten zu können. Ihren Stil zu dieser Zeit könnte man wohl am ehesten als eine Mischung aus Pop und New Wave bezeichnen. 1984 unterschrieben sie ihren ersten Plattenvertrag bei den WEA Records.

## Diskografie

### Studioalben
- 1984: Titãs
- 1985: Televisão
- 1986: Cabeça Dinossauro (BR: Platin)[1]
- 1987: Jesus não Tem Dentes no País dos Banguelas (BR: Platin)
- 1989: Õ Blésq Blom
- 1991: Tudo ao Mesmo Tempo Agora (BR: Gold)
- 1993: Titanomaquia
- 1995: Domingo (BR: Gold)
- 1998: Volume Dois (BR: ×2Doppelplatin )
- 1999: As Dez Mais
- 2001: A Melhor Banda de Todos os Tempos da Última Semana (BR: Gold)
- 2003: Como Estão Vocês?
- 2009: Sacos Plásticos
- 2014: Nheengatu
- 2018: Doze Flores Amarelas
- 2020: Titãs Trio Acústico

### Livealben
- 1988: Go Back (BR: Platin)
- 1997: Acústico MTV (BR: ×3Dreifachplatin )

### Kompilationen
- 1994: Titãs - 84 94 Um (BR: Gold)
- 1994: Titãs - 84 94 Dois (BR: Gold)

### Videoalben
- 1997: Acústico MTV (BR: Diamant)
- 1998: Volume Dois (BR: Gold)

## Trivia
Ihren größten Verkaufserfolg stellte das Album Cabeça Dinossauro aus dem Jahre 1986 dar. Auf diesem Album verarbeiteten sie ihre Erfahrungen mit der Krise, die in dieser Zeit in Brasilien herrschte. In dem Lied Polícia verarbeiten sie so beispielsweise die Verhaftung ihres Sänger durch eine in ihren Augen ungerecht agierende Polizei.
Bemerkenswert ist außerdem ihr Erstlingswerk Titãs, das lediglich eine Auflage von 22.000 Stück erreichte, allerdings waren sie damals auch noch weit von ihrem heutigen Musikstil entfernt.